# Томчаний, Михаил Иванович
Михаил Иванович Томчаний (укр. Михайло Іванович Томчаній, 16 июля 1914, Горяны — 19 января 1975, Ужгород) — украинский писатель.

## Биография
Родился в семье зажиточного крестьянина. После окончания школы в Ужгороде, продолжил учëбу в Мукачевской торговой академии (1932—1936). Затем служил в чехословацкой армии, работал в почтовой службе. С 1945 года жил в Ужгороде.
Долгое время возглавлял местную организацию Союза писателей Украины, избирался депутатом Ужгородского горсовета, был членом редакционных комиссий ряда печатных изданий.

## Творчество
Начал печататься в 1934 г. Опубликовал сборники рассказов «Шёлковая трава» (укр. «Шовкова трава»; 1950), «На границе» (укр. «На кордоні»; 1962), повести «Наша семья» (укр. «Наша сім’я»; 1953), «Терезка» (1957), «Гостиница „Солома“» (укр. «Готель „Солома“»; 1960), «Скрипка — его молодость» (укр. «Скрипка — його молодість»; 1968), «Тихий городок» (укр. «Тихе містечко»; 1969), романы «Жменяки» (1964), «Братья» (укр. «Брати»; 1972) и др. В этих произведениях описывается быт и история закарпатских крестьян. Русские переводы прозы Томчания систематически публиковались в Москве, начиная со сборника «Закарпатские рассказы» (1955).
Роман «Жменяки» был переведен на венгерский и издан совместно венгерским издательством «Европа» и закарпатским издательством «Карпаты». Роман также переведен и на латышский язык (Рига). В 80-х годах по роману «Жменяки» был поставлен трехсерийный телевизионный фильм, который неоднократно транслировался по центральным телевидениям Киева и Москвы.
Михаил Томчаний также перевёл на украинский язык с венгерского и чешского ряд произведений, в том числе роман Кальмана Миксата «Странный брак» (1955).
Сын писателя — Михаил Михайлович Томчаний (род. 9 ноября 1946) — был известным в Ужгороде архитектором, с 1991 г. живёт в Венгрии.

## Награды
- орден «Знак Почёта» (24.11.1960)

## Память
- На доме, где жил и творил писатель Томчаний, установлена мемориальная доска.
- Его именем в Ужгороде названа улица.